# Maria Helfbrunn

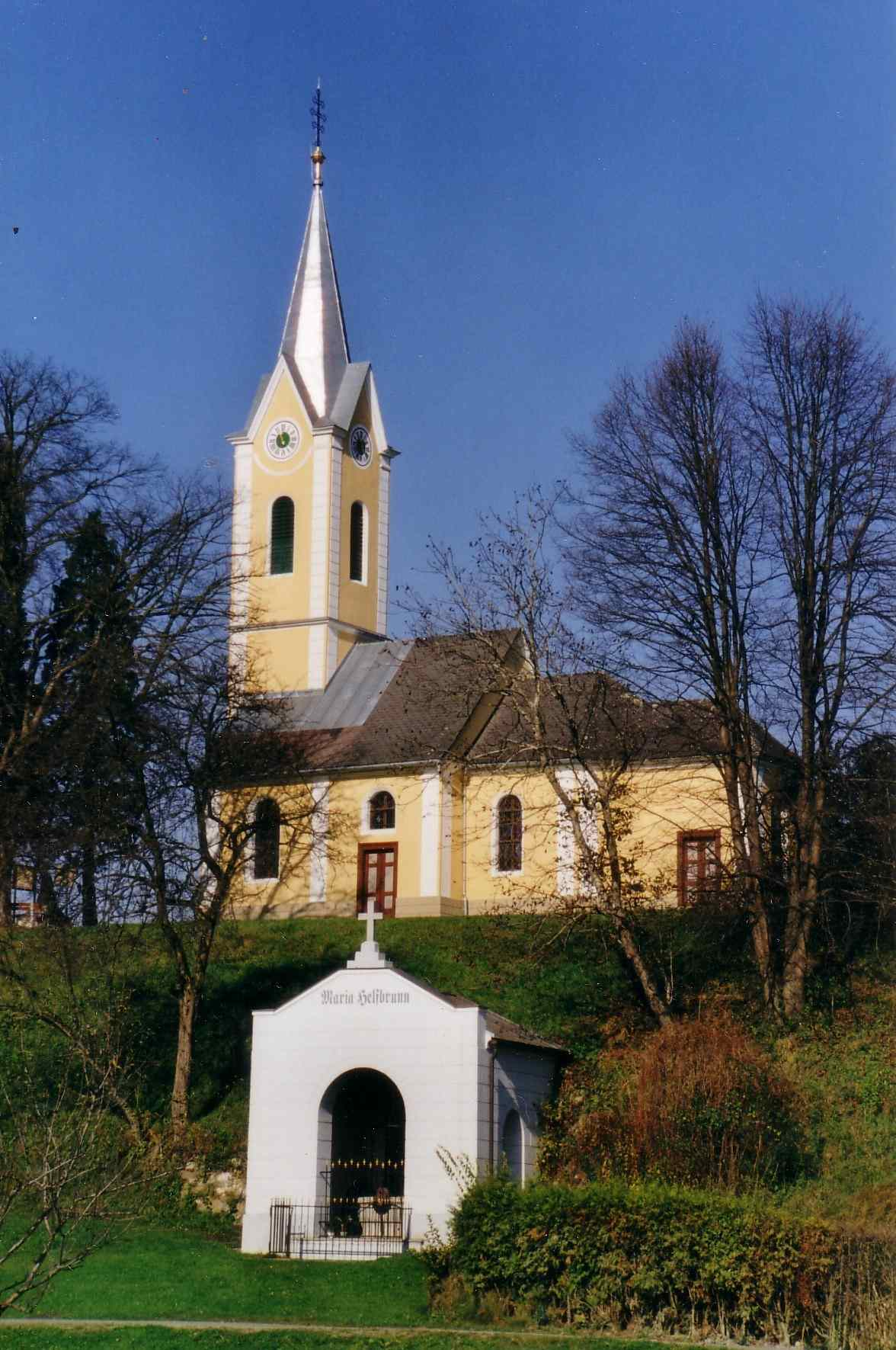
Lourdes-Grotte und Wallfahrtskirche in Helfbrunn

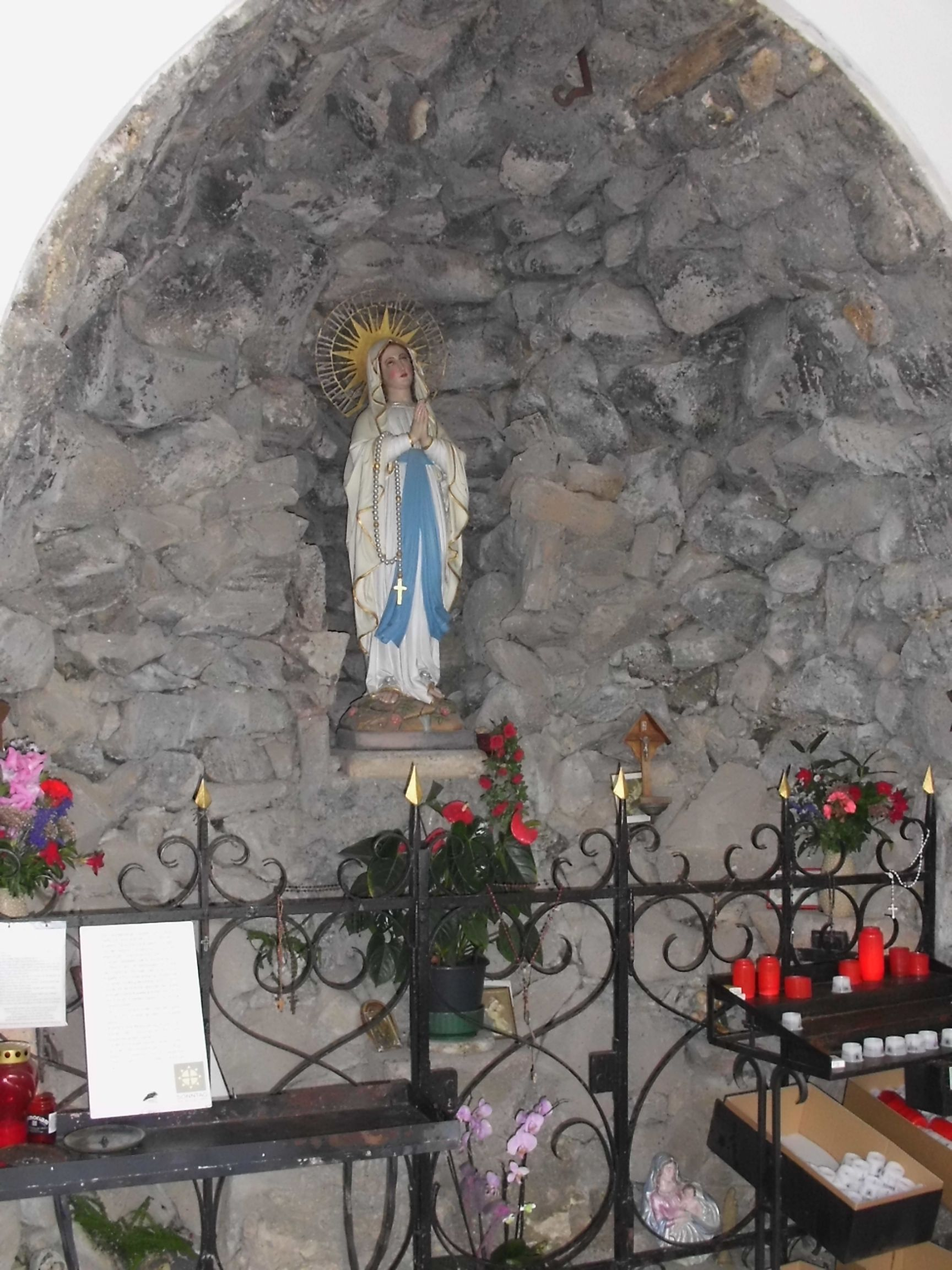
Marienstatue in der Grotte

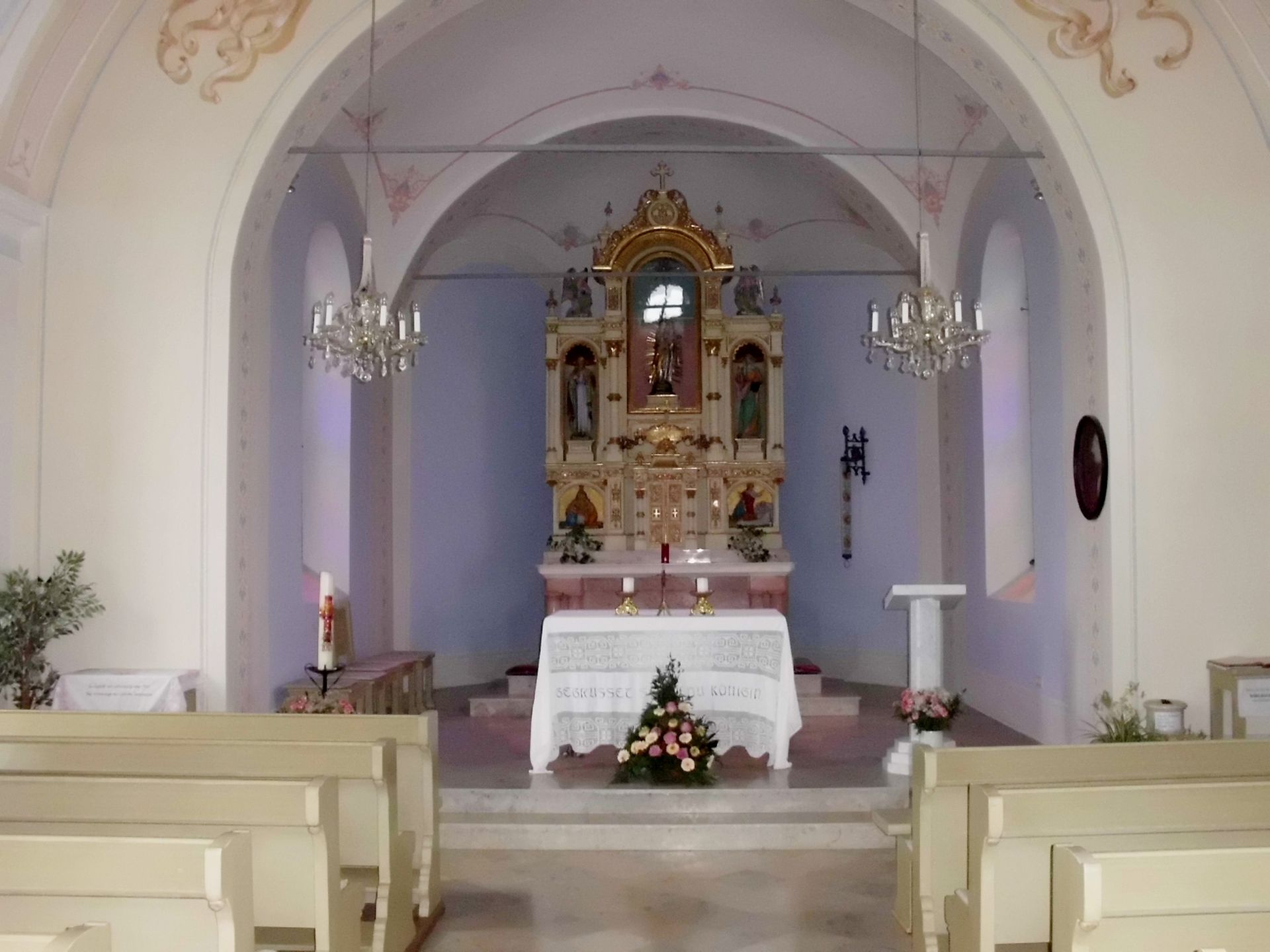
Wallfahrtskirche in Maria Helfbrunn – Blick zum Altar

Helfbrunn ist ein österreichischer Marien-Wallfahrtsort mit der Wallfahrtskirche Maria Helfbrunn. Helfbrunn liegt in der Ortschaft Ratschendorf, Gemeinde Deutsch Goritz, Bezirk Südoststeiermark. Die Kirche ist die einzige Wallfahrtskirche des Bezirks.
Mariä Himmelfahrt am 15. August und Mariä Geburt am 8. September sind die Hauptwallfahrtstage. Von Mai bis einschließlich Oktober findet an jedem 13. eines Monats am Abend ein Fátimagottesdienst statt. Im Mai werden außerdem an Sonn-, Feier- und Dienstagen abends Maiandachten abgehalten. Gelegentlich gibt es auch Taufen oder Hochzeiten in der Helfbrunner Kirche. Ansonsten wird der Ort privat von Wallfahrern besucht.

## Geschichte und Entstehung
Maria Helfbrunn wurde spätestens ab der Mitte des 17. Jahrhunderts von Kranken in der Hoffnung auf Heilung aufgesucht. Eine erste schriftliche Erwähnung ist aus dem Jahr 1716 erhalten. Leute hätten schon damals im „Helffbrun“ gebadet, zu Ehren der Heiligen Maria gebetet und ein Opfergeld in den Brunnen gelegt. Aus diesem Badebetrieb mit religiösen Übungen hat sich ohne Zutun der Amtskirche eine Art Wallfahrt entwickelt. Bald gab es dieser Wallfahrt gegenüber eine ablehnende Haltung von Seiten der Pfarre Straden, zu der Helfbrunn damals gehörte. In den folgenden hundert Jahren wurde vieles von der Pfarre Straden unternommen um die Wallfahrt nach Helfbrunn zum Stillstehen zu bringen, was aber nicht gelang.
Ein Viehhirte namens Michael Tell (auch Dell oder Tornell genannt) hat laut einer Sachverhaltsdarstellung aus dem Jahr 1740, für die Wallfahrt nach Helfbrunn Werbung gemacht, indem er mit einer Flasche Helfbrunner Wasser die ganze Gegend, viele Meilen bis in die windischen Büheln, abgegangen ist und wundersame Geschichten über Helfbrunn verbreitete. Er habe z. B. verbreitet
„daß wer von diesem Wasser trinken oder zu dem Helffbrunnen wallfahrten gehen, und sich da alda baden würde, von allerhand Gebrechlichkeit oder Krankheit gesund werde.“
Tell hat auch eine Bretterhütte, die als Badehaus und zur Andacht diente, über dem Brunnen errichtet. Er war der Erste der in Maria Helfbrunn einen organisierten Wallfahrtsbetrieb aufbaute.
Mit dem Opfergeld soll die Herrschaft Strass ein Gasthaus neben dem Brunnen errichtet haben. Der Herrschaft wurde vorgeworfen, zu dulden, dass Tell als Art Bademeister fungiere und „Winkelandachten“ abhalte (Winkelandacht= Religiöse Andacht ohne Zustimmung eines Priesters). Die in den Archiven aufgefundenen Schriftstücke der Diözese und der Pfarren Straden und Mureck, betreffend Helfbrunn sind geprägt vom Streit um Opfergelder, Winkelandachten und Vorwürfen was die Sittlichkeit beim Baden betrifft.
Die Wende kam um 1850, als die Gemeinde Ratschendorf, zu der auch Helfbrunn gehörte, zur Pfarre Mureck kam. Die Murecker Pfarre behinderte Wallfahrt und Kirchenbau nicht mehr, sondern förderte sie. 1856 konnte auf dem Hügel oberhalb der hölzernen Brunnenkapelle eine kleine Kirche errichtet werden, die 1898 auf die heutige Größe erweitert wurde. 1881 wurde die hölzerne Kapelle über der Quelle (Brunnen) abgetragen und nach Vorbild des französischen Wallfahrtsortes Lourdes eine Grotte errichtet. In der Kirche am Hochaltar hinter Glas soll sich jene Marienstatue befinden, die sich ursprünglich in der hölzernen Kapelle über dem „Helfbrunn“ befand. Links und rechts in den Nischen am Altar befinden sich Statuen von Joachim und Anna, den Eltern Marias. Rechts vom Ambo gelegen (in der Mauer eingelassen) befindet sich hinter Glas die Büste der Herzogin von Berry (1798–1870), die nach der Ermordung ihres ersten Mannes aus Frankreich fliehen musste und das Schloss Brunnsee gekauft hat. Sie war in zweiter Ehe mit dem Grafen Lucchesi-Palli verheiratet und hat Helfbrunn sehr gefördert.

## Die Legende
Verschiedene Legenden, die sich in ihren Versionen stark voneinander unterscheiden, schildern die Entstehung der Wallfahrt in Maria Helfbrunn. Eine der bekanntesten Legenden berichtet:
Die Sage erzählt, daß hier einst ein Dornbusch stand, auf welchem ein Bild der heiligen Jungfrau gefunden wurde. – Die frommen Leute von der Gegend fingen an, das Bild fleißig zu besuchen und zu verehren. Diese Verehrung nahm bald zu. Einem Jüngling in fremden Lande erschien die seligste Jungfrau mit dem Bedeuten: er solle hierher wallfahrten, das Bild der heil. Jungfrau bei dem Brunnen aufsuchen, sich da waschen, und er wird von der Krankheit, die er schon mehrere Jahre hatte, genesen. Der Jüngling, folgend der Ermahnung Mariä, kam hierher, wusch sich in der Quelle, und siehe da, es wurde ihm geholfen; daher der Name Maria Helfbrunn.